# Erythrodiplax attenuata
Erythrodiplax attenuata is een libellensoort uit de familie van de korenbouten (Libellulidae), onderorde echte libellen (Anisoptera).
De wetenschappelijke naam Erythrodiplax attenuata is voor het eerst geldig gepubliceerd in 1889 door Kirby.